# ويليام وارنر (سياسي)
ويليام وارنر (بالإنجليزية: William Ward Warner)‏ هو سياسي بريطاني (وحمل سابقاً جنسية المملكة المتحدة لبريطانيا العظمى وأيرلندا)، ولد في 14 مارس 1867، وتوفي في 21 مارس 1950. حزبياً، نشط في حزب المحافظين. في الانتخابات العامة في المملكة المتحدة 1924 ‏، انتخب عضو برلمان المملكة المتحدة الـ34 عن دائرة وسط بيدفوردشير (29 أكتوبر 1924 – 10 مايو 1929).